# Husqvarna (motorfiets)
Husqvarna Motorcycles is een fabrikant van voornamelijk terreinmotorfietsen. Het merk was oorspronkelijk onderdeel van het Zweedse Husqvarna-concern. Later was het onder andere eigendom van Cagiva en, tot 2013, een dochteronderneming van BMW. In 2013 werd Husqvarna overgedaan aan het bedrijf achter KTM, Pierer Industrie. Stefan Pierer’s is ook eigenaar van de merken KTM en Husaberg.
Op 1 oktober 2013 is het bedrijf Husqvarna AG hernoemd naar Husqvarna Sportmotorcycle GmbH. 

## Geschiedenis
| Husqvarna Model 75A met een 500 cc kop/zijklep V-twin van Moto-Rêve uit 1916 |
| Husqvarna Model 180 (546 cc) 1926                                            |
| Husqvarna Model 170 (546 cc) 1927                                            |
| Husqvarna 50 TVA (500 cc JAP-motor) uit 1931                                 |

Husqvarna was een Zweedse wapen- en rijwielfabriek (anno 1689), die in 1903 haar eerste motorfietsen bouwde met NSU-, FN- en Moto-Rêve inbouwmotoren.
Lange tijd werden alleen inbouwblokken gebruikt, in 1919 werd de eerste volledige Husqvarna gebouwd (Model 150). Desondanks werden ook na deze tijd JAP-blokken toegepast. De eigen 546- en 996 cc V-twins hadden in de jaren twintig een goede naam.
Na de Tweede Wereldoorlog maakte Husqvarna naam in de motorcross, vooral nadat Torsten "Totte" Hallman in de jaren zestig vier keer wereldkampioen werd. Indertijd werden de Albin-blokken van Nils Hedlund gebruikt.
In 1986 werd de motorfietstak van Husqvarna verkocht aan het Italiaanse Cagiva, waarna de merknaam enige tijd werd veranderd in Cagiva (alleen de enduromachines bleven Husqvarna heten). 
Sinds 1992 wordt ook in de cross deze merknaam weer gebruikt. Bij de overname door Cagiva gingen enkele werknemers zelf crossers en enduro's bouwen onder de naam Husaberg. Rond 2003 werd Husqvarna weer (deels) Zweeds eigendom door een financiële injectie door Electrolux.
In oktober 2007 werd Husqvarna overgenomen door BMW, dat begin 2007 met het BMW 450 sports enduro prototype ook al duidelijke stappen had gezet richting de enduro-sport. BMW kondigde aan dat Husqvarna zou blijven voortbestaan als zelfstandig merk en dat alle product-ontwikkeling, verkoop en productie gevestigd bleven in Varese, Noord Italië. 
Intussen bracht BMW zelf een eigen model uit voor het 450 cc enduro segment. Deze motor, met type-aanduiding G 450 X, werd voorgesteld op de EICMA 2007 beurs van Milaan en werd gecommercialiseerd vanaf het voorjaar 2008. Het is niet bekend of Husqvarna enige inbreng heeft gehad bij de ontwikkeling van dit model.
Sinds 2011 is er het eerste resultaat van de samenwerking tussen BMW en Husqvarna. Een volledig door Husqvarna ontworpen frame met daarin het motorblok van de BMW G450X.
Namelijk de TE 449, eveneens verkrijgbaar met 478 cc motor (TE 511) zowel voor cross, enduro als supermotard.

## Novolette
Husqvarna maakte ook enige tijd bromfietsen, genaamd Novolette.

## Spot- en bijnamen
Husqvarna (algemeen): Husky